# Albert Baghumyan
Albert Baghumyan Aghazaryan (ur. 4 marca 1982) – hiszpański zapaśnik walczący w stylu klasycznym. Zajął 24. miejsce na mistrzostwach świata w 2015. Jedenasty na mistrzostwach Europy w 2016. Siódmy na igrzyskach śródziemnomorskich w 2013. Mistrz śródziemnomorski w 2015 i drugi w 2016 roku.